# Saint-André-le-Bouchoux
Saint-André-le-Bouchoux – miejscowość i gmina we Francji, w regionie Owernia-Rodan-Alpy, w departamencie Ain.

## Demografia
Według danych na styczeń 2012 roku gminę zamieszkiwało 341 osób, a gęstość zaludnienia wynosiła 36,6 osób/km².